# Кыпчакский язык
Кыпча́кский язы́к — ныне мёртвый тюркский язык кыпчаков, живших изначально в VIII—IX веках вместе с кимаками в верховьях Иртыша и на Алтае. Ныне образует кыпчакскую ветвь тюркских языков.

## История
В IX веке кыпчаки переселились в степи к западу от Иртыша, вытеснив оттуда огузов.
В дальнейшем в XI веке часть кипчаков переправилась через Волгу и заселило Причерноморские степи, вытеснив или ассимилировав печенегов, торков, булгар, хазар и другие тюркские племена, предположительно говоривших на языках огузского или булгарского типа.
Кыпчаки, жившие между низовьями Дуная и Волги, известны в древнерусских источниках под названием половцы, а в европейских и византийских — куманы. Их язык в науке известен как половецкий. Половецкий язык отражён в известном письменном памятнике XIV века «Кодекс Куманикус», где был обозначен как "tatar tili". Сам Кодекс предназначался для изучения кыпчакского языка католическими миссионерами, торговли и знакомства населения Золотой Орды с христианством.
Другим известным в Средние века кыпчакским языком был язык мамлюков Египта, являвшихся потомками пленников-кыпчаков родом из Центральной Азии, Кавказа и Причерноморской степи. Мамлюкско-кыпчакский язык существовал в XIII — XV веках, на нём осталось несколько памятников, написанных арабским письмом.
Начиная с XIII века, разные наречия кыпчакских языков являлись разговорными языками общения в Золотой Орде (роль письменного языка, однако, играли наречия, сложившиеся южнее, — хорезмско-тюркский и позднее чагатайский). Один генуэзский купец, живший в Кафе (нынешней Феодосии) в XIV веке, написал для своего сына пособие о том, как торговать на Великом шёлковом пути. В нём есть такая фраза: «Прежде чем отправляться с караваном по Великому шёлковому пути, ты должен отрастить бороду, обрить голову, нанять слугу, двух служанок и выучить кыпчакский язык».
Кыпчакский язык лёг в основу кыпчакской группы языков (крымскотатарского, караимского, крымчакского, карачаево-балкарского, кумыкского, ногайского, казахского, каракалпакского, татарского, сибирско-татарского, башкирского).
Некоторые языковеды[кто?] указывают на распад раннего кыпчакского языка на две ветви — западную и восточную. Восточнокыпчакский тип речи, сложившийся в результате взаимодействия кыпчакских и древнекыргызских (енисейско-кыргызских) племён, оформился в отдельный язык уже в IX веке. Восточнокыпчакский язык распался в хронологической последовательности на южноалтайский (XI — XIV века), ферганско-кыпчакский и киргизский языки (с XV века).
Характерным различием между западными и восточными кыпчакскими является развитие дифтонга ау: в западных кыпчакских он сохраняется (тау — «гора»), в восточных на древнейшем уровне изменился в долгий гласный (киргизское тоо, южноалтайское туу, в диалектах[каких?] тоу).
В последующие века западнокыпчакский ареал распался в хронологической последовательности на поволжско-кыпчакский (XIII век), половецко-кыпчакский (XI — XIII вв.) и ногайско-кыпчакский (XIV — XVI вв.).